# Fanti (langue)
Cet article concerne une langue. Pour le peuple qui la parle, voir Fantis. Pour les autres significations, voir Fanti.
Le fanti ou fante est une langue kwa parlée au Ghana. C'est l'une des trois variantes de la langue akan (avec l'akuapem et l'asante).

## Écriture
Le fanti s’écrit avec l’alphabet latin.
En 1990, le Bureau des langues du Ghana publie une guide d’orthographe pour le fanti.
| majuscules | A | B | D | Ɛ | E | F | G | H | I | K | L | M | N | Ɔ | O | P | R | S | T | U | W | Y | Z |
| minuscules | a | b | d | ɛ | e | f | g | h | i | k | l | m | n | ɔ | o | p | r | s | t | u | w | y | z |